# Олександрівська волость (Херсонський повіт)
Олександрівська волость — історична адміністративно-територіальна одиниця Херсонського повіту Херсонської губернії.
Станом на 1886 рік складалася з 7 поселень, 7 сільських громад. Населення — 11079 осіб (5523 чоловічої статі та 5556 — жіночої), 1992 дворових господарств.
|                    | Площа, десятин | У тому числі орної, дес. |
| ------------------ | -------------- | ------------------------ |
| Сільських громад   | 38437          | 27776                    |
| Казенної власності | 17234          | 6535                     |
| Іншої власності    | 480            | 420                      |
| Загалом            | 56151          | 34731                    |

Найбільші поселення волості:
- Велика Олександрівка — село при річці Інгулець в 110 верстах від повітового міста, 3300 особи, 629 дворів, православна церква, єврейська молитовний будинок, школа, 11 лавок, 6 ярмарок, базари по неділях.
- Архангельське — село при річці Інгулець, 2510 осіб, 458 дворів, православна церква, школа, лікарня, 5 лавок, 4 ярмарок, базари по середах.
- Мала Олександрівка — село при річці Інгулець, 1467 осіб, 306 дворів, православна церква, школа, лавка.
- Ново-Архангельське (Кулуківка) — село при річці Інгулець, 893 особи, 132 двори, школа, земська поштова станція, лавка.
- Ново-Дмитрівка — село при річці Інгулець, 1557 осіб, 194 двори, православна церква, 4 лавки.
- Старосілля (Леонтівська пустош) — село при річці Інгулець, 664 особи, 100 дворів.
- Трифонівка (Попівка) — 788 осіб, 173 двори, 2 лавки.